# دائه‌هونگ-دونگ (سئول)
دائه‌هونگ-دونگ (سئول) (به لاتین: Daeheung-dong) یک منطقهٔ مسکونی در کره جنوبی است که در Mapo District واقع شده‌است.